# شهرستان زیموونیکوفسکی
شهرستان زیموونیکوفسکی (به لاتین: Zimovnikovsky District) یک شهرستان در روسیه است که در استان روستوف واقع شده‌است.